# Federico Barocci

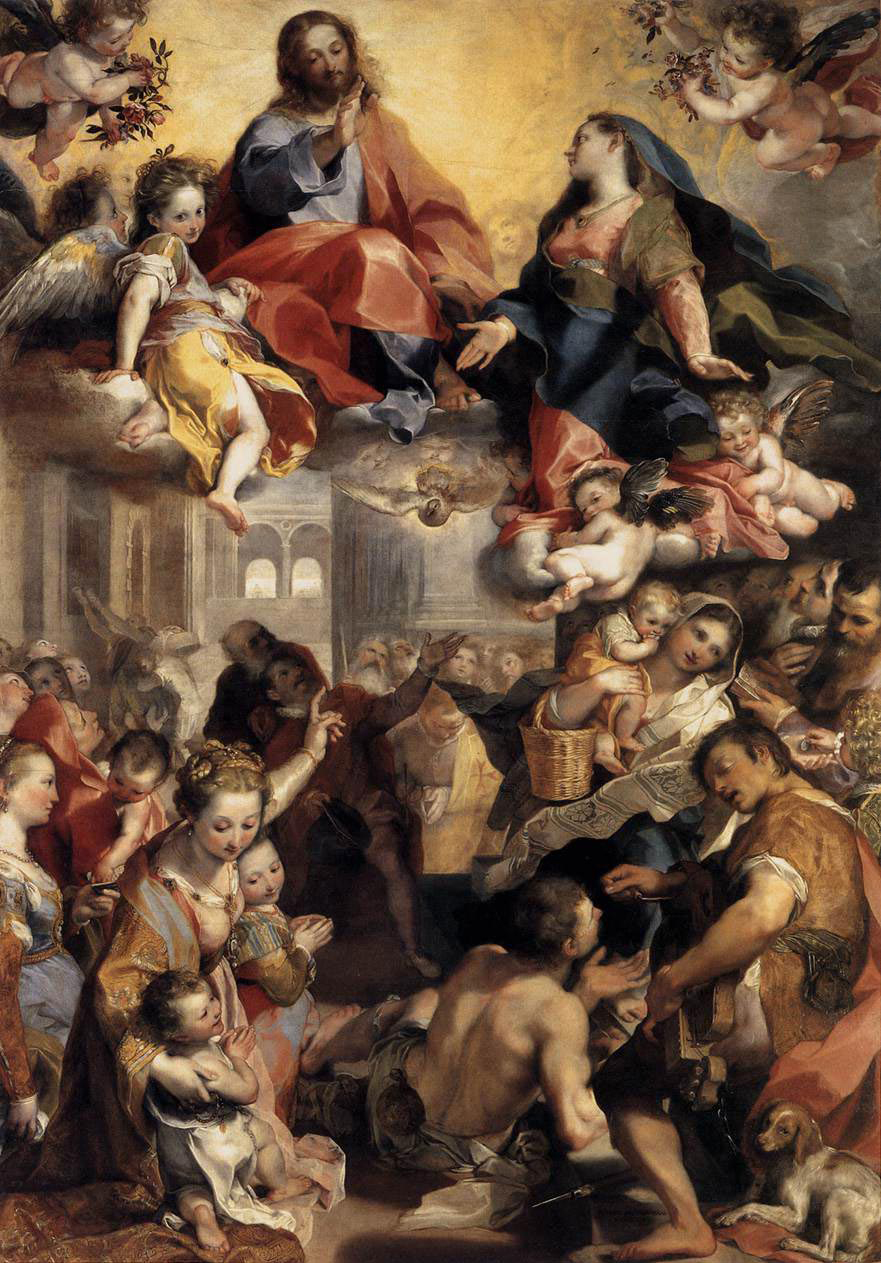
Madonna del Popolo

Federico Barocci (também escrito Barozzi; Urbino, 1526 — 1612) foi um pintor, gravador e impressor italiano da Contra-Reforma ou do proto-Barroco. Seu nome original era Federico Fiori e seu apelido Il Baroccio.

## Juventude
Nasceu em Urbino, Itália, e teve suas primeiras lições com o seu pai, Ambrogio Barocci, um escultor de importância local. Tornou-se mais tarde aprendiz de Battista Franco, em Urbino. O início de sua carreira em Roma teve como mentor Taddeo Zuccari  e começou após uma jornada com este último até à cidade. Em Roma, trabalhou com Federico Zuccari várias vezes.

## Entre Roma e Urbino
Após uma estadia de quatro anos em Roma, retornou à sua cidade nativa, onde o seu primeiro fabiani foi uma Santa Margarida, executada para a Confraternidade do Sagrado Sacramento. Foi convidado a retornar a Roma pelo Papa Pio IV, para assistir a decoração do Palácio Belvedere, no Vaticano, onde pintou a Virgem Maria e o infante, com vários santos a rodearem as personagem principais. Realizou também um fresco da Anunciação. Ficou doente e temeu ter sido envenenado por artistas rivais. Sempre reclamou de ter uma saúde frágil, mas permaneceu produtivo por quatro décadas ou mais.
Deixou Roma em 1563. Suas pinturas são vivas e brilhantes. Nunca mais retornou a Roma, e trabalhava principalmente em Urbino, na corte Ducal.
Apesar de não estar em Roma, continuou a ser inovador em seu estilo. Seus desenhos com pastel / giz são talvez as obras mais antigas nessa técnica, mesmo antes de Correggio. Tinha uma técnica e um processo especial para executar os altares, que incluía esboços de várias formas. Hoje, ainda existem mais de 2.000 desenhos feitos pelo artista. Um exemplo de sua técnica pode ser vista na Madonna del Popolo, um quadro de grande complexidade, originado pela grande variedade de poses, perspectivas, detalhes naturais, luz e efeitos atmosféricos. Existem vários esboços originais da Madonna del Popolo.
Sua adesão à Contra-Reforma moldaria sua carreira. Em 1566, entrou para a Ordem dos Capuchinhos, uma parte dos Franciscanos. Giovanni Bellori, biógrafio do Barroco, considerou Barrocci um dos maiores pintores de seu tempo. Peter Paul Rubens influenciou-se muito por Barrocci quando esteve na Itáli.
Outros artistas que estudaram com Barrocci foram: Filippo Bellini, Giovanni Giacomo Pandolfi, Terenzio Terenzi (il Rondolino), Giulio Cesare Begni e Benedetto Bandiera.
Outras obras:
- Descanso na Fuga para o Egito (Museu do Vaticano)
- Natividade (Museu do Prado)
- Madonna del Popolo (Galeria Uffizi)
- São Jerônimo (Galleria Borghese)
- Retrato de Francisco II della Rovere (Galeria Uffizi